# История почты и почтовых марок Японии
История почты и почтовых марок Японии, rocударства в Восточной Азии, включает ранний (домарочный) период развития почтовой связи и этапы после проведения почтовых реформ и начала выпуска почтовых марок в 1871 году. С 1877 года Япония входит во Всемирный почтовый союз. Современным почтовым оператором страны выступает частная компания Japan Post Service.

## Развитие почты

### Ранняя история
История почты Японии началась с официальной государственной почтовой службы, существовавшей в течение некоторого времени до 1630 года, когда она подверглась реформированию. Однако государственной почтой не перевозилась корреспонденция частных лиц, и последние прибегали к услугам гонцов — хикяку.
В течение столетий почтовой связью в Японии, осуществлявшейся специальными курьерами, ведали губернаторы провинций.

### Последующее развитие
В 1860-х годах были начаты попытки реорганизовать почту. В 1870 году была учреждена почтовая система Токайдо. Для пересылки почты по территории острова Хонсю, а также между городами Токио, Осака и Киото было открыто 61 почтовое отделение.
В 1870 году барон Маэдзима побывал в Лондоне, где изучал работу английской почты. По возвращении из Англии в 1871 году Маэдзима основал почтовую связь в Японии. Одновременно были введены почтовые тарифы, размер которых был обусловлен весом (массой) пересылаемых почтовых отправлений, и выпущены первые почтовые марки страны.
В 1872 году почти во всех районах Японии уже имелись почтовые отделения. 1 июня 1877 года Япония вступила во Всемирный почтовый союз.
В 2003 году почтовая связь Японии была передана в распоряжении государственной компании Japan Post, которая в 2007 году была приватизирована с учреждением компании Japan Post Service.

## Выпуски почтовых марок

### Ранние эмиссии

#### Первые марки: «драконы»
Первые японские почтовые марки появились в апреле 1871 года. Это была серия из четырёх марок, номиналы которых соответствовали различным почтовых тарифам. Замысловатый рисунок в двух цветах состоял из пары драконов, обращённых мордами к центру, где чёрным цветом были напечатаны иероглифы, обозначающие номинал. Название государства на марках указано не было. Все надписи на марках были даны на японском языке. Номиналы были указаны в монах: 48, 100, 200 и 500 монов. Печать почтовых марок каждого номинала производилась с помощью двух печатных плат на бумаге двух сортов, благодаря чему известны много их разновидностей. В Японии первую серию марок принято называть «марками с драконами» (яп. 竜切手 рю:киттэ).

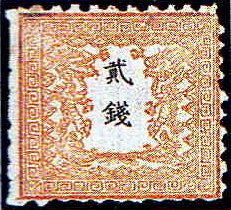

Марки с драконами из первой серии Японии (1871)
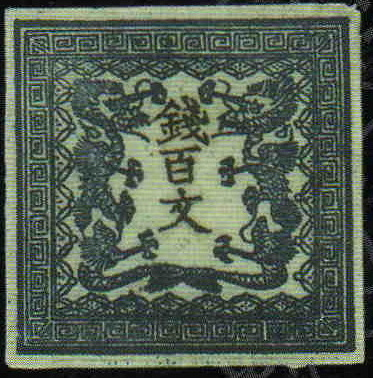
100 монов
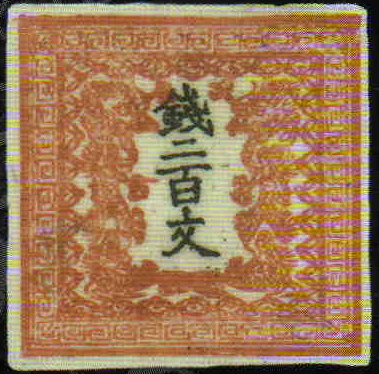
200 монов
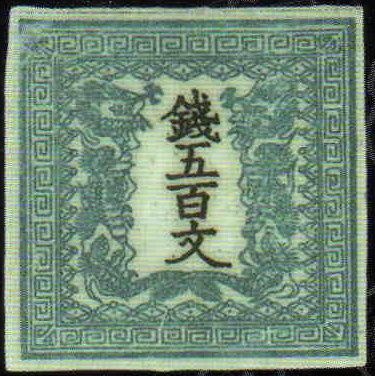
500 монов

В 1872 году моны перестали быть дробными единицами иены и были изданы марки такого же базового рисунка с драконами, что и в первом выпуске, но с номиналами в сенах[≡].

#### «Цветок вишни»
Уже вскоре на смену «драконам» пришла новая серия из четырёх марок с рисунками, запечатлившими эмблему империи — императорскую печать Японии в виде хризантемы. Изображение геральдической хризантемы присутствовало вместо лика императора почти на всех японских почтовых марках начиная с 1872 и по 1947 год. На новых марках номинал был обозначен латиницей; с тех пор эта тенденция, как правило, соблюдалась, хотя и встречаются исключения.
Ещё одним примечательным «новшеством» серии 1872 года стало появление дополнительного элемента рисунка марок — цветков вишни (сакуры) по четырём углам марочного пространства. Благодаря этой детали в орнаменте японские марки 1872—1876 годов получили в филателистической литературе наименование «Цветок вишни» или «Выпуски сакуры» (англ. «Cherry Blossom Issues»). Подробное исследование японского филателиста Соити Итиды на эту тему было удостоено в 1966 году медали Кроуфорда.
Большинство марок помечены контрольными знаками (иероглифами), некоторые из них считаются крайне редкими. Известны также подделки этих марок. Американский филателист Варро Тайлер посвятил «выпускам сакуры» и их подделкам собственные исследования.

«Выпуски сакуры»
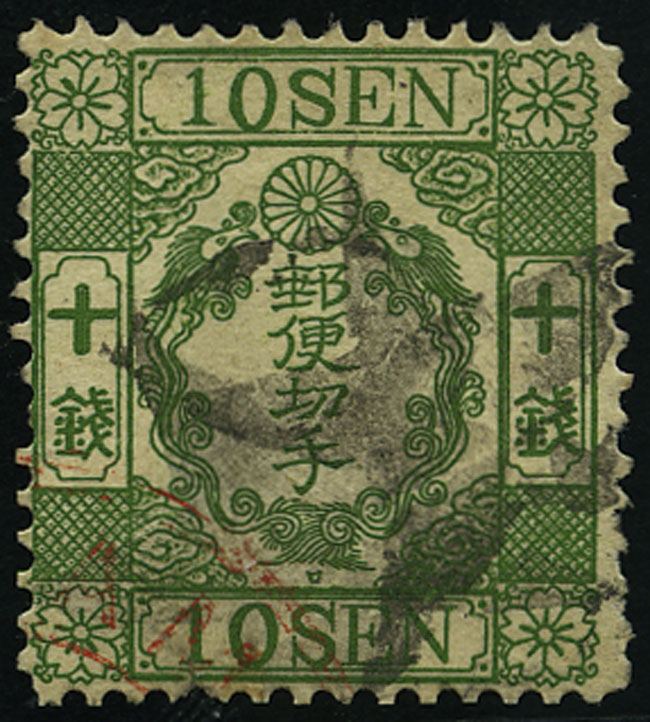
Марка в 10 сенов (1872). Элементы рисунка: хризантема, а также цветок вишни (по углам)
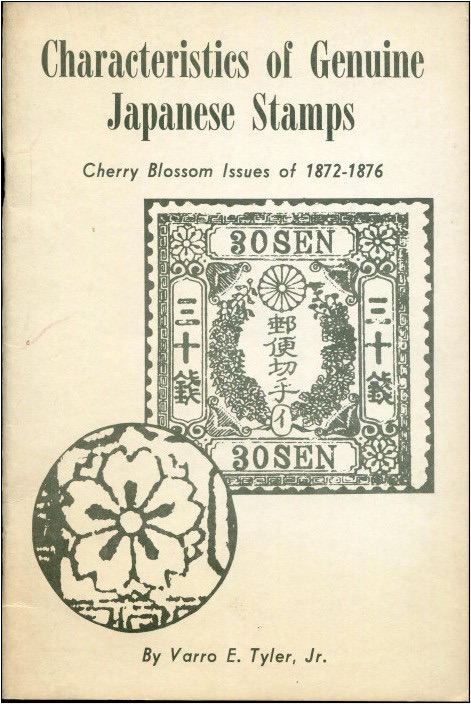
Книга Тайлера о марках этих выпусков

#### «Птицы»
В январе 1875 года в обращение поступила серия из трёх стандартных марок, на которых были помещены изображения птиц — гуся-гуменника, трясогузки и ястреба.

Марки выпуска «Птицы» (1875)
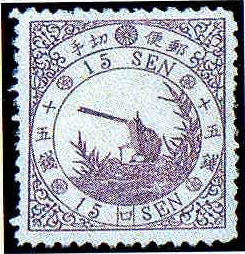
Трясогузка, 15 сенов. Элемент рисунка: хризантема
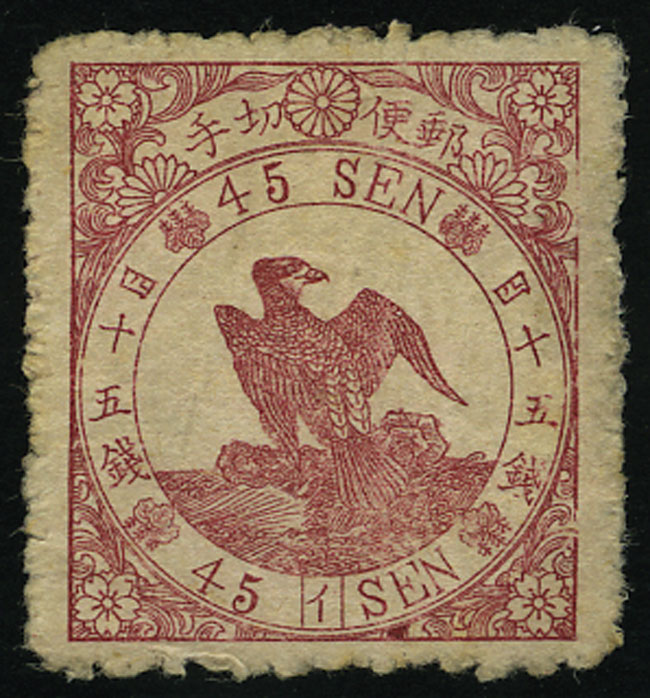
Ястреб, 45 сенов. Элементы рисунка: хризантема, а также цветок вишни (по углам)

#### «Кобан»
В 1876 году была эмитирована стандартная серия с овальной (в целом) внутренней рамкой. Отсюда этот марочный тип получил в филателистическом обиходе название «Кобан» (яп. 小判切手, «овальные марки»). Дизайнером марок выступил итальянский гравёр и художник Эдоардо Киоссоне.
Другой характерной приметой этих марок были надписи на японском и английском языках: «Imperial Japanese Post» («Императорская японская почта»), которые присутствовали на почтовых миниатюрах Японии до 1896 года.

Японские марки типа «Кобан» с текстами на японском и английском языках
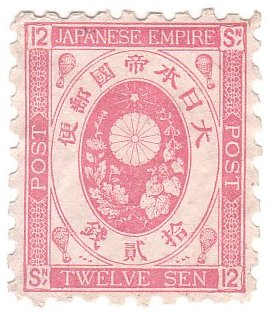
«Japanese Empire Post» («Почта Японской империи»), 1877, 12 сенов
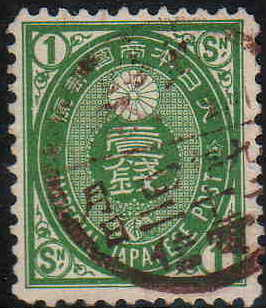
«Imperial Japanese Post» («Императорская японская почта»), 1883, 1 сен
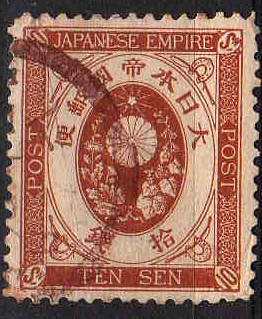
То же, 1888, 10 сенов
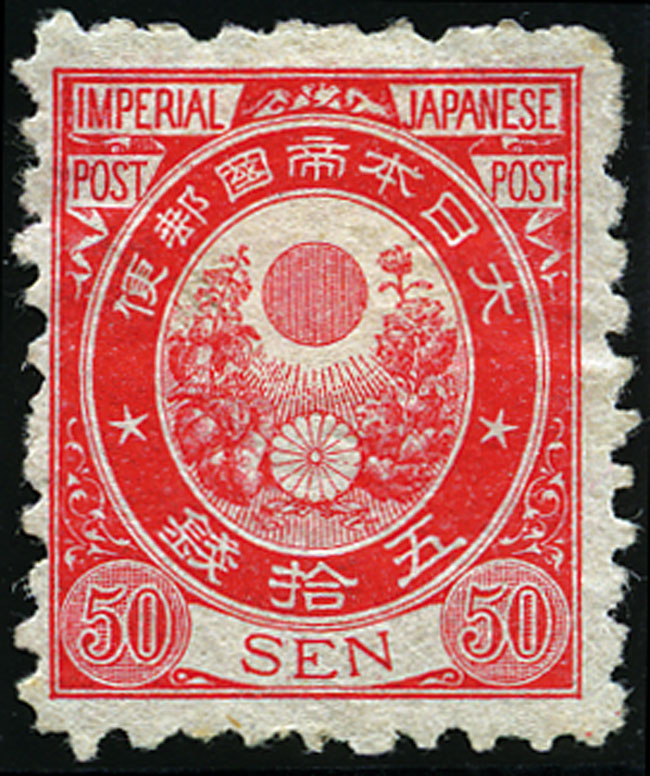
То же, 1888, 50 сенов

В литературе описаны фальсификаты этой серии.

### Последующие эмиссии
Первая коммеморативная марка была выпущена в 1894 году и посвящалась 25-летию свадьбы императора Мэйдзи и императрицы Сёкен. Первыми изображёнными на марках персоналиями стали японские принцы Китасиракава Ёсихиса и Арисугава Тарухито, которые были удостоены этой чести в 1896 году за их роль в первой японо-китайской войне, закончившейся годом ранее.

Первые тематические японские марки
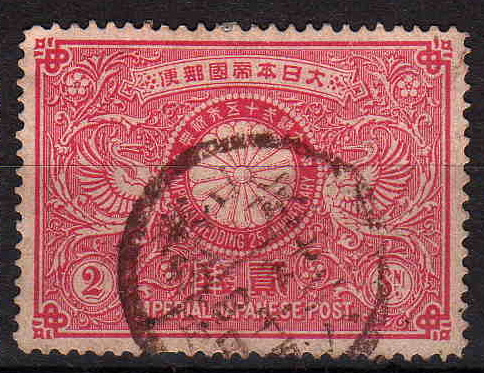
25-летие императорской свадьбы, 1894, 2 сена
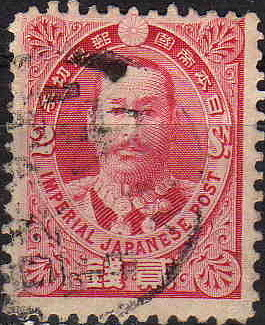
Арисугава Тарухито, 1896, 2 сена
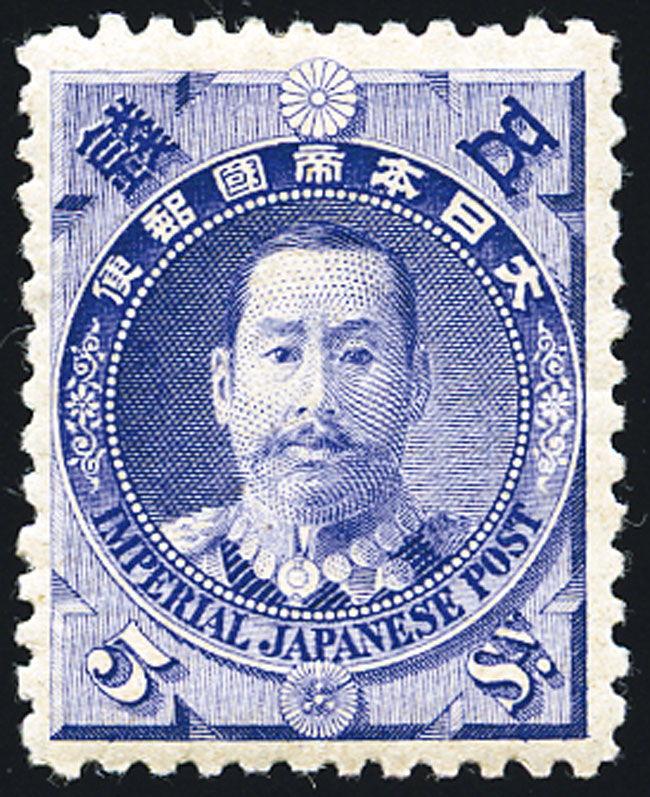
То же, 5 сенов

Первый почтовый блок Японии увидел свет в 1934 году:

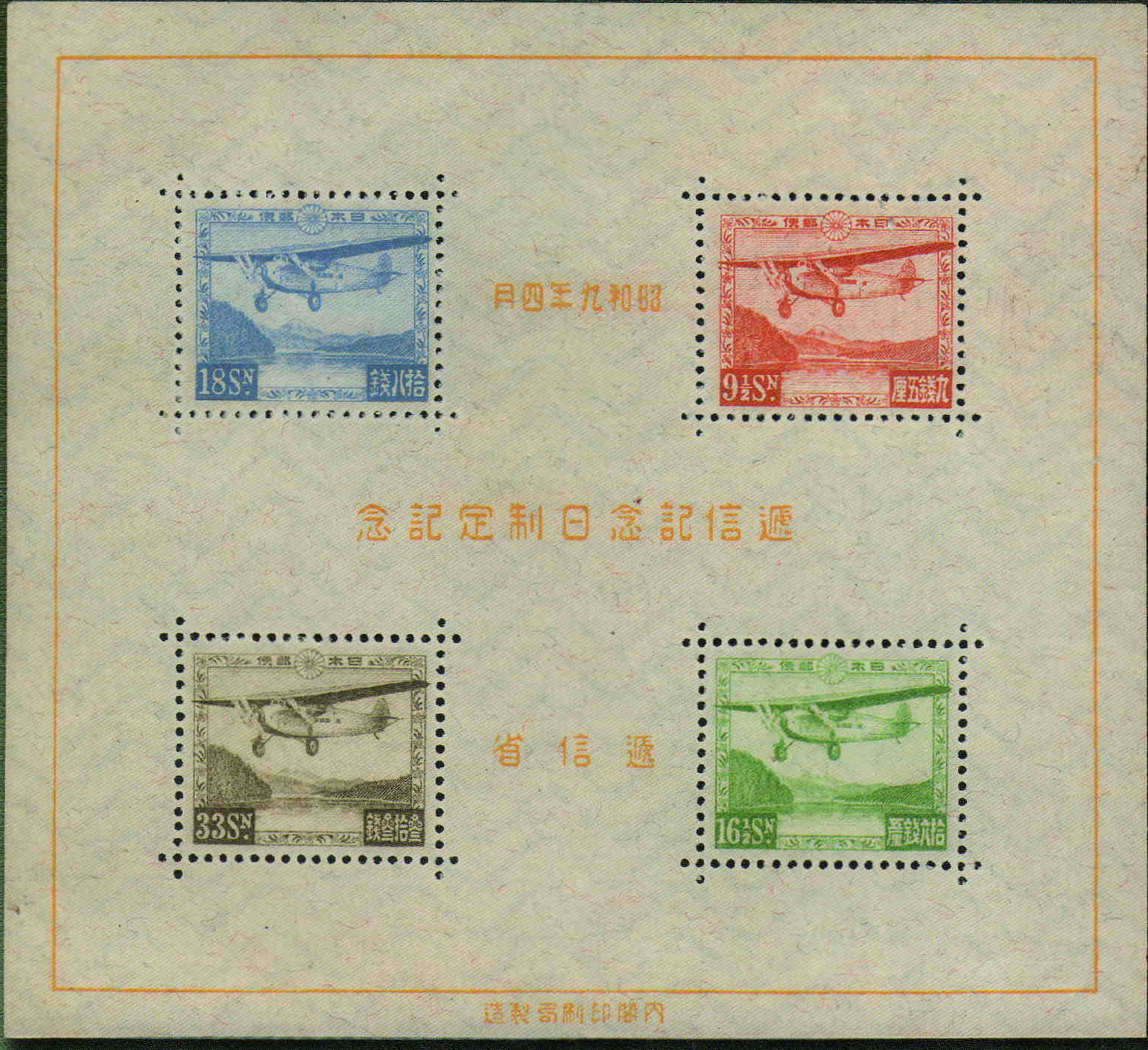
Первый почтовый блок (с авиапочтовыми марками), выпущенный в Японии в 1934 году

В 1934—1966 годах на почтовых марках Японии надписи были только на японском языке.
На появившейся в 1942 году новой стандартной серии нашло своё отображение вступление Японии во Вторую мировую войну. Среди рисунков были изображения военных рабочих и салютующих авиаторов. На смену ей в 1945 году пришла новая серия, и ещё одна в 1946 году, в грубом типографском исполнении и беззубцовые.
В 1935 году увидела свет первая новогодняя марка, выпущенная в конце года для оплаты почтового сбора за пересылку поздравительных новогодних открыток. На ней была изображена гора Фудзи, равно как и на первой марке из выпускавшейся в течение продолжительного времени серии, посвящённой национальным паркам, вышедшей в 1936 году.
Регулярные новогодние выпуски стали выходить в Японии с 1948 года, когда появилась следующая подобная марка (Yt #404). С 1949 года здесь печатают новогодние блоки из нескольких марок. Они не поступают в продажу, а распространяются как лотерейные билеты. Обычно на японских новогодних миниатюрах изображаются куклы, статуэтки и другие детские игрушки, а каждый Новый год, согласно японскому календарю, тоже имеет особое название.
Следуя регламентам ВПС, в 1966 году помимо обозначения номинала латинскими буквами Япония начала указывать латиницей название страны: «NIPPON» («Япония»).

На современных марках Японии название страны даётся латиницей — «NIPPON» («Япония»), как на этих миниатюрах 1997 года в честь мультипликатора Осаму Тэдзуки

## Другие выпуски почтовых марок

### Авиапочтовые
Авиапочтовые марки впервые появились в Японии в 1919 году. На первом почтовом блоке страны 1934 года были помещены четыре авиапочтовых марки.

### Марки для военнослужащих
В 1910—1924 годах японской почтой издавались марки освобождения от почтового сбора для военнослужащих.

## Почтовые марки префектур
Начиная с 1989 года выпускаются почтовые марки префектур. Несмотря на то, что эти марки пригодны для оплаты почтового сбора на всей территории страны, их рисунки характерны для конкретной префектуры и продаются только в почтовой зоне префектуры.

## Почтовые отделения Японии за границей

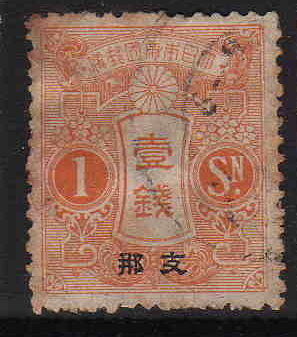
Марка японской консульской почты в Китае (1914)

### В Китае
В 1900 году в ряде городов Китая начала работать японская консульская почта. Использовались почтовые марки Японии, на которых была сделана надпечатка слова «Китай» двумя иероглифами: яп. 那支. 31 декабря 1922 года все японские почтовые отделения на территории Китая были закрыты, а почтовые марки вышли из обращения.

### В Корее
В том же 1900 году японская консульская почта была создана и в Корее. В обращении были почтовые марки Японии выпуска 1899 и 1900 годов, на которых двумя иероглифами было надпечатано слово «Корея» (яп. 朝鮮 тё:сэн), а также почтовые марки японской консульской почты в Китае. Однако уже в апреле 1901 года всех их изъяли из обращения и заменили на обычные японские почтовые марки того периода.

## Иностранные почтовые отделения в Японии
Общедоступная почтовая связь была учреждена в Японии лишь в 1871 году, но ещё до этого ряд иностранных государств открыли там свои почтовые отделения.

### Отделения Великобритании
Почтовые отделения англичан работали в Иокогаме (открылось в 1859 году), Нагасаки (1860), Кобе (1869). Все они были закрыты в декабре 1879 года. С 1864 года в них использовались почтовые марки Гонконга.

### Отделения Франции
Французское почтовое отделение работало в Иокогаме с 1865 года по 1880 год. В нём на корреспонденцию наклеивали почтовые марки Франции. Марки гасились номерными штемпелями 5118 (известны трёх типов), а также штемпелями с надписями «Ban Françaises» (1865—1880) и «Yokogama Japan» (1876—1880).
В 1875 году во французском военном почтовом отделении применялся штемпель с текстом фр. «Corp. d’Armees. Yokogama» («Армейский корпус. Иокогама»).

### Отделения США
США открыли свои почтовые отделения в Иокогаме и Нагасаки в 1867 году, в Кобе в 1868 году и в Хакодате в 1871 году. Они просуществовали до 1874 года и были закрыты. Для оплаты почтовых услуг в этих отделениях использовались почтовые марки США.

## Англо-австралийский оккупационный выпуск

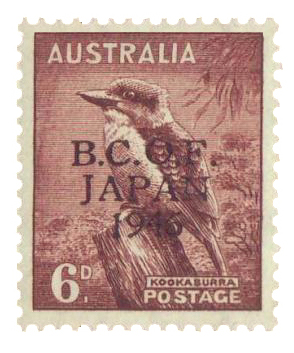
Марка Австралии с надпечаткой для австралийского контингента Оккупационные войска Британского содружества в Японии (1946)

Расквартированный в Японии военнослужащие оккупационных войск Британского содружества, в состав которых входили британский, индийский, новозеландский и австралийский контингент, пересылали корреспонденцию с помощью полевых почтовых отделений соответствующих государств, где применялись собственные почтовые штемпели, а в некоторых случаях и почтовые марки. Австралийский контингент был самым многочисленным среди них и тоже при отправке на родину писем, вначале оплачивал их пересылку обычными почтовыми марками Австралии. Всего в префектуре Хиросима и в Токио функционировали 19 австралийских почтовых отделений. Зарабатывая продажей продуктов и вещей японцам на «чёрном рынке» в охваченной послевоенной разрухой стране, австралийские военнослужащие умудрялись помогать своим семьям, покупая на почте предназначенные для оплаты пересылки писем австралийские почтовые марки и переправляя вместо этого их домой, где любой член семьи мог снова сдать неиспользованные марки на почту по их номинальной стоимости за вычетом 5 %.
В попытке предотвратить использование продаваемых в австралийских отделениях полевой почты в Японии почтовых марок в таких целях 11 октября 1946 года для полевой почты австралийских оккупационных сил в Японии была эмитирована серия из трёх почтовых марок Австралии выпуска 1942 и 1943 годов с надпечаткой на английском языке текста «B. C. O. F. JAPAN 1946» (сокращённо от англ. «British Commonwealth Occupation Force» — «Оккупационные войска Британского содружества. Япония 1946»). Надпечатки на марках были выполнены в типографии Хиросимы японцами под руководством австралийских военных властей. Но два дня спустя марки изъяли из обращения из-за того, что военные власти не получили разрешения на производство надпечаток. После необходимых согласований, 8 мая 1947 года марки снова поступили в продажу, при этом серию пополнили марки ещё четырёх номиналов. В итоге были выпущены марки следующих номиналов: ½, 1, 3 и 6 пенсов, 1, 2 и 5 шиллингов. Все они были изъяты из почтового обращения 28 марта 1949 года. Всего было эмитировано 7 почтовых марок такого типа.
Известны многочисленные разновидности надпечаток.

## Лагерная почта

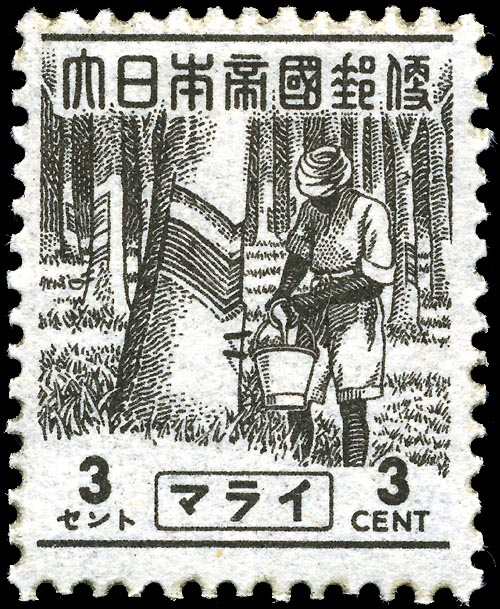
Марка оккупированной Малайи (1943)

В 1918 году в лагере Бандо в префектуре Токусима, где содержались немецкие военнопленные, была создана лагерная почта. Для её нужд были эмитированы две почтовые марки номиналом в 2 сена и 5 сенов.

## Японские оккупационные выпуски
Во время Второй мировой войны Япония выпустила большое количество марок с надпечатками, а также оригинальных марок для многих оккупированных ею земель.

## Рюкю
На островах Рюкю в период их оккупации Соединёнными Штатами Америки (1945—1972) существовала собственная почтовая служба, для функционирования которой с 1948 года по 1972 год производилась эмиссия почтовых марок.

## Фальсификации
Известно много фальшивок первых почтовых марок Японии выпуска 1871—1879 годов. В рисунке всех изготовленных в Японии фальшивых марок имеются два миниатюрных малозаметных иероглифа (яп. 参考/模造/見本 санко:/модзо:/михон), которые вдобавок порой закрывает оттиск почтового штемпеля. Эти иероглифы означают в переводе с японского либо «имитация»/«образец», либо «фальсификат».

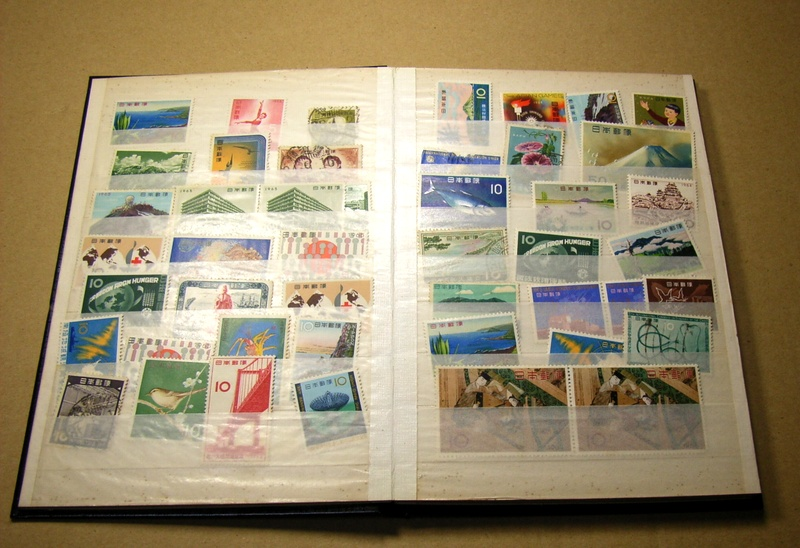
Коллекция почтовых марок Японии

Включением их в рисунок фальшивой марки фальсификаторы снимали с себя возможное обвинение в фальсификации почтовых марок, которое считалось в Японии серьёзным уголовным преступлением, караемым смертной казнью.

## Развитие филателии
Коллекционеров почтовых марок в стране объединяет в своих рядах Федерация филателистов Японии (Philatelic Federation of Japan), которая входит в Федерацию межазиатской филателии (FIAP), являющуюся подразделением Международной федерации филателии.
В стране проводятся различные филателистические мероприятия, включая Неделю филателии, которой посвящены некоторые японские марки. Так, 21 апреля 1975 года к Неделе филателии выходила сцепка из двух марок по 20 иен, на которых была изображена знаменитая ширма Мацуура.

## Комментарии
1. ↑  Словом «кобан» обозначают также японскую овальную монету, находившуюся в обороте до 1868 года.
2. ↑  Запись справа налево.
3. ↑  См. также термин «сина[англ.]».
4. ↑  Подробнее об этих почтовых отделениях полевой почты Австралии см.:
  - Collas P. История почты австралийских войск в Японии и Корее, 1945—1957 гг. = The postal history of Australian forces in Japan and Korea, 1945—1957 (англ.). — Melbourne, Australia: Royal Philatelic Society of Victoria, 1994. — 108 p. — (J. R. W. Purves Memorial Series; 12th.). — 350 экз. — ISBN 094734506X. Архивировано 27 октября 2017 года.
  - Proud T. История австралийской военно-почтовой связи 1914—1950 гг. = History of the Australian military postal services 1914—1950 (англ.). — Heathfield[англ.], East Sussex, UK: Proud-Bailey Co. Ltd., 1991. — 584 p. — ISBN 1872465609. Архивировано 19 января 2012 года.